# Stazione di Corchiano (ASTRAL)
La stazione di Corchiano è una fermata ferroviaria della Ferrovia Roma-Civita Castellana-Viterbo. È a servizio del comune di Corchiano.
Dal 1º luglio 2022 è gestita da ASTRAL.

## Storia
La stazione è aperta al traffico ferroviario, ma solo su richiesta.
La stazione è servita dai treni regionali svolti da Cotral nell'ambito del contratto di servizio con la regione Lazio.

## Strutture e impianti
La stazione dispone di un fabbricato viaggiatori che è impresenziato e di un singolo binario di circolazione.